# Kế hoạch Staley–Taylor
Staley-Taylor (phát âm tiếng Việt: Xtalây - Taylo) là tên một kế hoạch thực thi chiến lược "Chiến tranh đặc biệt" của Hoa Kỳ trong Chiến tranh Việt Nam. Kế hoạch này được công bố tháng 5 năm 1961, mang tên hai người soạn thảo là nhà kinh tế học Eugene Staley của Viện nghiên cứu Stanford - Đại học Stanford và Đại tướng Maxwell D. Taylor, chỉ huy quân đội Mỹ tại Việt Nam. Theo tiến độ, kế hoạch được triển khai trong 4 năm (1961-1965). Nội dung của nó là "bình định Nam Việt Nam" trong vòng 18 tháng, từ đó đảm bảo cho Quân lực Việt Nam Cộng hòa (QLVNCH) thế chủ động trên chiến trường Nam Việt Nam.
Kế hoạch bao gồm 3 biện pháp chiến lược: 
- Tăng cường sức mạnh QLVNCH, sử dụng nhiều máy bay, xe tăng để nhanh chóng tiêu diệt các lực lượng vũ trang Việt Cộng, sử dụng chỉ huy và cố vấn Mỹ để chỉ huy các đơn vị chiến đấu.
- Giữ vững thành thị, đồng thời dập tắt phong trào cách mạng ở nông thôn bằng "bình định" và lập "ấp chiến lược".
- Ra sức ngăn chặn biên giới kiểm soát ven biển, cắt đứt nguồn chi viện từ miền Bắc vào, cô lập cách mạng Nam Việt Nam [1].

Tuy vậy, nó đã bị phá sản từ năm 1963 với các sự kiện trận Ấp Bắc, Đảo chính chính phủ Ngô Đình Diệm, các "ấp chiến lược" không thực hiện được theo như kế hoạch ban đầu. Mặc dù không tuyên bố, kế hoạch chính thức chấm dứt khi các đơn vị lính thủy đánh bộ Mỹ đổ bộ vào Đà Nẵng tháng 3 năm 1965 ( Lưu trữ ngày 4 tháng 5 năm 2009 tại Wayback Machine) để trực tiếp tham chiến tại Nam Việt Nam.

## Hình thành
Thời điểm thập niên 1960, Hoa Kỳ thực hiện chính sách "phản ứng linh hoạt", tiếp tục không gây chiến với Liên Xô và các nước vệ tinh nhưng dùng chiến tranh dưới mức thông thường đối phó với xu hướng đòi độc lập mang màu sắc cộng sản chủ nghĩa ở các nước mới giành độc lập.
Có một quan niệm mới đang hình thành ở Mỹ lúc ấy là phải nhìn nhận Nam Việt Nam như là một trọng điểm của toàn bộ quyền lợi của Mỹ ở Đông Nam Á. Chính vì thế trong năm 1961, các phái đoàn nghiên cứu của Mỹ tới tấp bay sang Nam Việt Nam: Phái đoàn của phó tổng thống Mỹ Lyndon B. Johnson đã đến Sài Gòn tháng 5 năm 1961, phái đoàn của tiến sĩ kinh tế Eugene Staley thuộc Viện nghiên cứu Stanford đến Sài Gòn tháng 6 năm 1961, phái đoàn của Maxwell D. Taylor và Walt Whitman Rostow trong Bộ quốc phòng Mỹ đến Nam Việt Nam tháng 10 năm 1961,... Kết quả: Nam Việt Nam sẽ là nơi thí điểm điển hình loại chiến tranh của chiến lược toàn cầu "Phản ứng linh hoạt" vừa ra đời.
Kế hoạch Staley–Taylor được đưa ra tháng 5 năm 1961 gồm 3 giai đoạn:
- Giai đoạn 1 thực hiện từ giữa năm 1961, nội dung chủ yếu là bình định Nam Việt Nam bằng biện pháp Ấp chiến lược.
- Giai đoạn 2 thực hiện từ đầu năm 1963, khôi phục kinh tế, tăng cường lực lượng quân đội, hoàn thành công cuộc bình định.
- Giai đoạn 3 thực hiện đến cuối năm 1965, phát triển kinh tế, ổn định Nam Việt Nam và kết thúc chiến tranh.

Kế hoạch được mở đầu và có ý nghĩa quyết định là ở giai đoạn 1 với hai biện pháp chiến lược là:
1. Tăng nhanh lực lượng và khả năng chiến đấu của QLVNCH. QLVNCH là xương sống của cuộc chiến tranh theo công thức: QLVNCH  + vũ khí trang bị của Mỹ + cố vấn Mỹ.
2. Thực hiện cho được quốc sách Ấp chiến lược. Đó vừa là mục tiêu cơ bản, biện pháp chiến lược, vừa là kế sách trước mắt và lâu dài để giành thắng lợi trong chiến tranh ở Việt Nam[2].

Nội dung của kế hoạch là bình định tình hình Nam Việt Nam sau sự kiện đồng khởi trong vòng 18 tháng. QLVNCH dưới sự giúp đỡ của cố vấn quân sự Mỹ, viện trợ vũ khí của Hoa Kỳ và hỏa lực quân đội Hoa Kỳ sẽ đảm đương vai trò kiểm soát Nam Việt Nam. Các ấp chiến lược được dựng để quản lý dân chúng, không cho họ tiếp xúc với Mặt trận Dân tộc Giải phóng Nam Việt Nam, từ đó bứt Việt Cộng ra khỏi gốc rễ của họ là quần chúng nhân dân.
Ngày 18-10-1961, Chính phủ Mỹ cử Taylor và Rostaw, hai thành viên Hội đồng an ninh quốc gia, dẫn đầu một phái đoàn gồm các chuyên gia về quân sự, dân sự sang Nam Việt Nam để nghiên cứu, đánh giá lại tình hình cụ thể và kết luận tại chỗ, đề ra các phương án đối phó. Phái đoàn này đề ra ba phương án hành động của Mỹ như sau:
1. Đưa vào Nam Việt Nam ba sư đoàn quân Mỹ để "đánh bại Việt Cộng".
2. Đưa tượng trưng một số quân chiến đấu Mỹ "cốt nhằm mục đích xác lập sự có mặt của Mỹ ở Nam Việt Nam" để nâng đỡ tinh thần quân đội và chính quyền Sài Gòn đang sa sút mạnh và cũng để tạo điều kiện cho việc tăng viện quân Mỹ khi cần.
3. Tăng thêm viện trợ, vũ khí, trang bị chiến tranh và đẩy mạnh công tác huấn luyện cho lực lượng vũ trang Sài Gòn để nâng cao sức chiến đấu của nó.
Ngày 3-11-1961, phái đoàn Taylor gửi về Washington D.C. bản báo cáo nói trên, trong đó, kiến nghị một loạt các biện pháp cấp bách đề cứu vãn tình hình:
- Cử các cố vấn hành chính sang tham gia vào bộ máy chính quyền Sài Gòn để tiến hành các biện pháp cần thiết nhằm cải thiện mạng lưới tình báo quân sự, chính trị trong chính quyền và quân đội này.
- Mở cuộc điều tra rộng lớn ở các tỉnh trên khắp Nam Việt Nam để lượng định các nhân tố xã hội, chính trị, kinh tế, tình báo, quân sự, tâm lý... có liên quan tới "công tác chống nổi loạn" để có thêm cơ sở cho việc đề ra các biện pháp hiệu quả hơn.
- Tăng cường viện trợ, vũ khí, trang bị và huấn luyện cho lực lượng bảo an, dân vệ để lực lượng này đủ sức thay thế các đơn vị chính quy làm nhiệm vụ "diện địa" (giữ đất), tạo điều kiện cho các đơn vị chính quy đẩy mạnh các cuộc hành quân cơ động, có tính tiến công.
- Giúp đỡ VNCH giám sát và kiểm soát vùng biển và các đường thủy nội địa bằng cách cung cấp cố vấn, nhân viên điều hành và phương tiện cần thiết cho nhiệm vụ này.
- Tổ chức lại và tăng biên chế phái đoàn cố vấn viện trợ quân sự Mỹ.
- Đưa vào Nam Việt Nam một lực lượng quân sự đặc nhiệm gồm 6.000 đến 8.000 quân Mỹ để tạo ra sự có mặt về quân sự, hỗ trợ cho các hoạt động quân sự và khi cần, có thể mở các cuộc hành quân mang tính chất tiến công. Ngoài ra, lực lượng đặc nhiệm này còn đóng vai trò "như một bộ phận đi trước của lực lượng Mỹ sẽ được đưa vào nếu như dùng đến các kế hoạch khẩn cấp của Tổng tư lệnh Thái Bình Dương hoặc của khối SEATO.
- Tăng thêm viện trợ để hỗ trợ thích đáng chương trình "chống nổi loạn mở rộng".
Ngoài những biện pháp chung trên đây, phái đoàn Taylor còn kiến nghị một "Chương trình tham gia có giới hạn" của Mỹ trong lĩnh vực quân sự; cử sang Nam Việt Nam các cố vấn cấp cao tham gia vào các cơ quan chính phủ và các bộ chủ chốt; thành lập ban thanh tra quân sự hỗn hợp từ trung ương xuống quân khu và các tỉnh; tăng cường một cách cơ bản nhân viên huấn luyện Mỹ ở mọi cấp và trên mọi lĩnh vực quân sự, hành chính, kinh tế, văn hoá, xã hội; triển khai vào Nam Việt Nam các đơn vị công binh, hậu cần, máy bay lên thẳng nằm trong khuôn khổ lực lượng quân sự đặc nhiệm Mỹ đã được đề nghị trước đây; đưa. thêm các đội lực lượng đặc biệt Mỹ để cùng lực lượng đặc biệt VNCH tăng cường cho vùng biên giới; đẩy mạnh các hoạt động tiến công bí mật ra miền Bắc Việt Nam và Lào, kể cả những hoạt động biệt kích bằng không quân, nếu tình hình Nam Việt Nam tiếp tục xấu đi, Mỹ sẽ ném bom miền Bắc để gây áp lực.
Để thực hiện "Chương trình tham gia có giới hạn", phái đoàn Taylor cho rằng, cần có sự thay đổi trong quy chế tinh thần và tổ chức của Phái đoàn cố vấn viện trợ quân sự ở Nam Việt Nam. "Phái đoàn này cần phải được chuyển từ một tổ chức cố vấn thành một cái gì gần giống - tuy chưa hoàn toàn - một sở chỉ huy tác chiến tại một nơi có chiến tranh...". Hơn thế nữa, để giành thắng lợi, "Mỹ phải trở thành một người tham gia có giới hạn vào cuộc chiến tranh, một mặt phải tránh câu nệ, nghi thức trong việc cố vấn; mặt khác phải tránh tự mình tiến hành chiến tranh".

## Triển khai
QLVNCH phát triển rất nhanh dưới kế hoạch này, trong vòng 18 tháng kể từ khi thực hiện: 
- Quân đội có 355.000 quân trong đó 200.000 là quân chủ lực được trang bị hiện đại.
- 257 máy bay chiến đấu.
- 346 xe thiết giáp.
- 2.630 cố vấn Mỹ hoạt động trong QLVNCH và 8.280 binh sĩ Mỹ thuộc các lực lượng đặc nhiệm. Khi tham chiến, cố vấn Mỹ tham gia chỉ huy tới từng đại đội bộ binh.

Đầu năm 1962, Bộ tư lệnh quân sự Mỹ ở Việt Nam (MACV - Military Assistance Command, Vietnam) được thành lập do Đại tướng Paul Harkins đứng đầu, thay thế cho Cơ quan viện trợ quân sự (MAAG - Military Assistance Advisory Group) của Trung tướng Lionel C. McGarr.
Đến cuối năm 1962 đã có gần 4.000 cuộc hành quân càn quét phục vụ cho chương trình ấp chiến lược, trong đó có nhiều cuộc càn quét quy mô lớn như "chiến dịch mặt trời mọc", "chiến dịch Bình Tây", "chiến dịch Sao mai", "chiến dịch Thu Đông"... Mục tiêu lập 17.000 ấp chiến lược với 10.000.000 dân được thực hiện với ưu tiên số 1 và coi là "quốc sách". Năm 1962 đã có 4.248 ấp hình thành, đến cuối năm 1962 đầu năm 1963 đã có 9.095 ấp được xây dựng gom giữ khoảng 8.000.000 dân, chiếm 40% dân số Nam Việt Nam.

## Thất bại
Kế hoạch này đã bị Việt Cộng sao chụp, thu thập được đầy đủ ngay sau phong trào Đồng khởi, từ đó có các biện pháp đối phó.
Sau các trận đụng độ với Việt Cộng tại trận Ấp Bắc (tháng 1 năm 1963), trận Bình Giã (tháng 12 năm 1964), năng lực chiến đấu của QLVNCH cho thấy chưa đủ để thực hiện công cuộc "bình định", thậm chí còn có nguy cơ bị đẩy lùi. QLVNCH bị tiêu diệt từng tiểu đoàn, chiến đoàn, trung đoàn, kể cả lực lượng tổng dự bị, đã đứng trước sự sụp đổ không thể tránh khỏi, tinh thần quân lính rệu rã. Sau thất bại ở trận Ấp Bắc, đến sau trận Bình Giã, Mỹ thấy là quân đội này sẽ thua. Tài liệu mật Bộ quốc phòng Mỹ ghi nhận "Nỗi thất vọng của Washington D.C. đối với tình hình quân sự ngày càng tăng lên khi QLVNCH bị một cú thất bại trông thấy trong trận ác liệt Bình Giã ở đông-nam Sài Gòn". Theo hãng tin Mỹ UPI, riêng trong 2 năm 1963-1964 đã có tới 16 vạn quân đào ngũ, riêng 6 tháng đầu năm 1965, thêm 87 ngàn nữa đào ngũ.
Các quan chức trong chính quyền Mỹ đều thống nhất đánh giá tình hình Nam Việt Nam đang xấu đi. VNCH rơi vào tình trạng hỗn loạn, phần lãnh thổ dưới quyền kiểm soát của Việt Nam Cộng Hoà ngày càng bị thu hẹp. Như phát biểu của Bí thư thứ nhất Đảng Lao động Việt Nam lúc đó, Lê Duẩn thì "Mỹ thấy không thể thắng được ta trong chiến tranh đặc biệt".
Bên cạnh đó, các ấp chiến lược – biện pháp xương sống để li khai Việt Cộng với dân chúng không thực hiện đúng như đề ra: 2.895 trong số 6.164 ấp bị phá hoàn toàn, số còn lại bị phá đi, lập lại cả 5.000 lần. Tới đầu năm 1964, tổng số 4.248 ấp chiến lược ở Nam Việt Nam thì có 3.915 ấp bị phá hẳn. Trong phúc trình gửi Tổng thống Johnson ngày 16-3-1964, Bộ trưởng quốc phòng Mỹ McNamara đưa ra một bức tranh tổng quan: "Trong số đất đai của 22 tỉnh (trong 44 tỉnh), Việt Cộng kiểm soát tới 50% hoặc nhiều hơn thế. Phước Tuy, Việt Cộng kiểm soát 80%; Bình Dương 90%; Hậu Nghĩa 90%; Long An 90%; Định Tường 90%; Kiến Hoà 90%; An Xuyên (Cà Mau) 85%. Quận Mõ Cày và các xã Định Thủy, Bình Khánh, Phước Hiệp, "đỏ 100%"; trên 900 xã như trong trường hợp ba xã này...".
Sau sự kiện chính phủ của tổng thống Ngô Đình Diệm bị lật đổ, từ tháng 11 năm 1963 đến tháng 6 năm 1965, VNCH có hàng chục cuộc đảo chính, chỉnh lý thanh trừng lẫn nhau. Đại sứ Hoa Kỳ khi đó là Taylor phải phát biểu với các tướng lĩnh Việt Nam Cộng Hòa: "Người Mỹ chúng tôi chán ngấy về những cuộc đảo chính này rồi. Từ nay, người Mỹ chúng tôi không thể nào ủng hộ các ông nữa nếu như các ông cứ gây ra những chuyện như vậy".
Bước vào năm 1965, nguy cơ thất bại của chiến lược "chiến tranh đặc biệt" đặt Mỹ trước một tình thế khó khăn cả ở Việt Nam và trong nước Mỹ. Giới cầm quyền Mỹ đề ra và thực hiện một số quyết định chiến lược mới. Đến đây, kế hoạch Staley-Taylor đã không còn hiệu lực. Ngày 8 tháng 3 năm 1965, khi những đơn vị lính thủy đánh bộ Mỹ (3.500 lính) đổ quân xuống Đà Nẵng, kế hoạch Staley-Taylor chính thức chấm dứt. Chiến tranh Việt Nam bước sang giai đoạn mới, giai đoạn lính Mỹ trực tiếp tham chiến ở Việt Nam và thực hiện Chiến lược Tìm và diệt của Chiến tranh cục bộ.